# Paracantha forficula
Paracantha forficula är en tvåvingeart som beskrevs av Benjamin 1934. Paracantha forficula ingår i släktet Paracantha och familjen borrflugor. Inga underarter finns listade i Catalogue of Life.